# Chigara
Chigara è un comune dell'Algeria, situato nella provincia di Mila.